# L'ultima danza (film 1923)
L'ultima danza, noto anche come Vita per vita e Donna contro donna (Woman to Woman) è un film muto del 1923 diretto da Graham Cutts che ne firma anche la sceneggiatura insieme ad Alfred Hitchcock.
Il soggetto del film è l'adattamento cinematografico di un lavoro teatrale di Michael Morton che venne portato sullo schermo di nuovo nel 1929 con Woman to Woman di Victor Saville e nel 1946 da Maclean Rogers con L'amore che ti ho dato (Woman to Woman).

## Produzione
Il film fu prodotto dalla Balcon, Freedman & Saville e venne girato dal maggio all'agosto 1923 negli studi di Islington, a Londra.
Alfred Hitchcock lavorò in qualità di aiuto regista.

## Distribuzione
Distribuito nel Regno Unito nel 1923 dalla Woolf & Freedman Film Service e negli Stati Uniti dalla Lewis J. Selznick Enterprises.

### Date di uscita
- Regno Unito:	1923 (Woman to Woman)
- Francia: 1924
- Stati Uniti: 4 febbraio 1924
- Italia: maggio 1925 (L'ultima danza)
- Portogallo: 18 novembre 1925 (De Mulher a Mulher)
- Spagna: 18 novembre 1927